# Nauclea
Nauclea L. è un genere di piante della famiglia delle Rubiaceae.

## Tassonomia
Comprende le seguenti specie:
- Nauclea diderrichii (De Wild.) Merr.
- Nauclea gilletii (De Wild.) Merr.
- Nauclea latifolia Sm.
- Nauclea nyasica (Hoyle) Å.Krüger & Löfstrand
- Nauclea officinalis (Pierre ex Pit.) Merr. & Chun
- Nauclea orientalis (L.) L.
- Nauclea parva (Havil.) Merr.
- Nauclea pobeguinii (Pobég. ex Pellegr.) Merr. ex E.M.A. Petit
- Nauclea robinsonii Merr.
- Nauclea subdita (Korth.) Steud.
- Nauclea tenuiflora (Havil.) Merr.
- Nauclea vanderguchtii (De Wild.) E.M.A.Petit